# Rotbraune Elefantenspitzmaus
Die Rotbraune Elefantenspitzmaus (Galegeeska rufescens, teilweise auch Elephantulus rufescens), auch Rote Elefantenspitzmaus oder Rotbrauner Rüsselspringer, ist eine Art der Gattung Galegeeska aus der Ordnung der Rüsselspringer (Macroscelidea). Sie ist in Ostafrika verbreitet und bewohnt trockene, offene Wald- und Savannenlandschaften. Lokal kann sie relativ häufig auftreten. Wie alle Elefantenspitzmäuse wird auch die Rotbraune Elefantenspitzmaus durch eine verlängerte, rüsselsartige Nase sowie lange Hinter- und kurze Vorderbeine gekennzeichnet. Die Art ist bodenlebend und ernährt sich hauptsächlich von Insekten und nur zu einem sehr geringen Teil von Pflanzen. Einzelne Tiere beanspruchen Territorien und verteidigen diese teils aggressiv. In den Streifgebieten besteht ein dichtes Netz an Wegen und Pfaden, die von der Rotbraunen Elefantenspitzmaus angelegt und gepflegt werden und einzelne Aktivitätsplätze miteinander verbinden. Die Tiere bilden lebenslang haltenden, monogame Paarverhältnisse, wobei Weibchen häufig dominanter sind als Männchen. Gemeinsame Aktivitäten finden aber nur während der Fortpflanzungszeit statt. In der Regel bringt das Weibchen pro Wurf eins bis zwei Jungtiere zur Welt, die genaue Anzahl ist abhängig vom Gewicht des Muttertiers. Die Art wurde im Jahr 1878 wissenschaftlich eingeführt. Teilweise werden mehrere Unterarten unterschieden. Der Gesamtbestand gilt als nicht gefährdet.

## Beschreibung

### Habitus
Die Rotbraune Elefantenspitzmaus erreicht eine Gesamtlänge von 24,2 bis 28 cm, von der der Schwanz 11,6 bis 14,5 cm einnimmt. Die Kopf-Rumpf-Länge wird für Individuen aus dem südöstlichen Kenia mit 10,2 bis 19,9 cm angegeben, die Schwanzlänge variiert hier von 11,1 bis 16,3 cm. Tiere aus dem östlichen Uganda weisen eine Kopf-Rumpf-Länge 12,5 bis 14 cm und eine Schwanzlänge 11,1 bis 14,1 cm auf. In der Regel entspricht die Länge des Schwanzes der Länge des restlichen Körpers und kann letztere etwas übertreffen, wobei der Maximalwert bei 105 % im Bezug auf die Körperlänge liegt. Das Gewicht beträgt 47 bis 70 g, teilweise werden auch 89 g erreicht. Die Untersuchung von 174 Individuen aus dem Meru-Nationalpark in Kenia ergaben für weibliche Tiere ein Körpergewicht von 45 bis 65 g, für männliche Tieren von 35 bis 55 g. Mit den angegebenen Maßen liegt die Rotbraune Elefantenspitzmaus in der Variationsbreite der Somali-Elefantenspitzmaus (Galegeeska revoili), bleibt aber teilweise auch etwas darunter. Äußerlich ähnelt die Art den Vertretern der Elefantenspitzmäuse (Elephantulus). Dadurch zeichnet sich auch die Rotbraune Elefantenspitzmaus durch einen charakteristisch großen Kopf mit rüsselartig verlängerter Nase und kurze Vorder- sowie lange Hinterbeine aus. Das Fellkleid ist weich und besteht aus 10 mm langen Einzelhaaren, die zumeist dunkelgrau gefärbt sind, aber eine lederbraune Spitze besitzen. Die Rückenfärbung ist aber variabel und möglicherweise abhängig von der Beschaffenheit des Untergrundes (klinal). Im südöstlichen Kenia dominieren Tiere mit einem rotbraunen Rückenfell, im nordwestlichen Tansania sind die Tiere etwas grauer gefärbt, während sie im zentralen Tansania und in Somalia auch etwas gelblicher erscheinen können. Die Bauchfärbung ist aber bei allen Vertretern weißlich. Abweichend von den meisten anderen Arten der Elefantenspitzmäuse zeigt der Schwanz eine einheitlich braune Farbgebung. Er ist nur von wenigen Haaren bedeckt, ein auffälliger Haarbüschel am Schwanzende, vergleichbar der Somali-Elefantenspitzmaus und einiger südafrikanischer Formen, tritt nicht auf. Am Kopf fällt vor allem der behaarte Nasenspiegel auf, was sonst nur von der Somali-Elefantenspitzmaus bekannt ist. Die Ohren sind mit 22 bis 39 mm recht lang und weisen gerundete Spitzen auf. Hinter den Ohren ist zumeist ein brauner bis hellbrauner Fleck ausgebildet. Die Augen sind groß und werden von einem weißlichen Augenring umrahmt, der sich oberhalb ausdehnt und deutliche Augenbrauen ausbildet. An den seitlichen Augenrändern unterbricht ein dunkler Fleck den Ring. Dieser kann sich noch bis unter die Ohren fortsetzen. Die Vorder- und Hinterbeine enden jeweils in fünf Strahlen. die Füße sind bei ausgewachsenen Tieren weißlich gefärbt, bei jüngeren bräunlich. Dazu im Kontrast stehen dunkel gefärbte Krallen. Die Hinterfußlänge variiert zwischen 30 und 54 mm.

### Schädel- und Gebissmerkmale
Der Schädel ist zwischen 35,2 und 37,2 mm lang, an den Jochbögen zwischen 19,4 und 20,8 mm breit und am Hirnschädel 14,5 bis 15,5 mm hoch. In der Aufsicht zeigt er einen dreieckigen Bau mit einem lang ausgezogenen, schmalen, nur durchschnittlich 4,4 mm hohen Rostrum und einem breiten Hirnschädel. Die Paukenblasen sind nur moderat geschwollen. Das Gebiss setzt sich aus insgesamt 40 Zähnen zusammen, die Zahnformel lautet: {\displaystyle {\frac {3.1.4.2}{3.1.4.2}}}. Der mittlere Schneidezahn (I2) der oberen Zahnreihe ist markant kleiner als der jeweils innere (I1) und äußere (I3). Der kleine Eckzahn zeigt eine leicht molarenartige Gestaltung. Die hinteren Zähne weisen moderat hohe Zahnkronen auf, auf den Kauflächen sind jeweils vier Höckerchen ausgebildet. Ein Cingulum, ein Wulst nahe der Zahnbasis, ist nicht vorhanden. Die gesamte obere Zahnreihe wird 17,2 bis 18,1 mm lang.

## Verbreitung

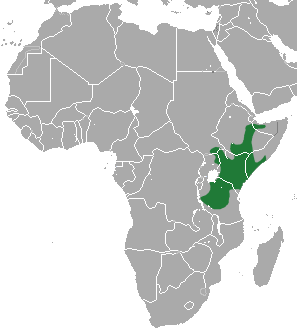
Verbreitungsgebiet (grün) der Rotbraunen Elefantenspitzmaus

Das Verbreitungsgebiet der Rotbraunen Elefantenspitzmaus erstreckt sich über weite Teile Ostafrikas. Die nördliche Grenze befindet sich im zentralöstlichen Äthiopien und in Somalia, seit 2017 gibt es auch einen Nachweis der Art aus dem östlichsten Teil von Äthiopien. Von dort erstreckt es sich über den südlichen Sudan (heute Südsudan) nach Süden über Kenia und das östliche Uganda bis nach Tansania etwa am Fluss Ruaha. Im westlichen Tansania im Katavi-Nationalpark könnte eine isolierte Population bestehen. Die Art ist durch ihre Verbreitung auf die Somalia-Massai-Buschlandzone beschränkt. Der Lebensraum umfasst trockene Waldländer und Buschlandschaften sowie offene Savannen- und Grasgebiete dar. Dabei ist die Art an trockene Böden angepasst.  Mit Ausnahme tiefliegender Regionen in Somalia und entlang des Flusses Tana kommt die Rotbraune Elefantenspitzmaus überwiegend in Höhenlagen über 300 m vor. Die Populationsdichte ist wenig untersucht, regional kann sie aber recht hoch sein. Für die Region um Kibwezi im südöstlichen Kenia konnte eine Dichte von 2 Individuen je Hektar ermittelt werden. Teilweise überschneidet sich das Verbreitungsgebiet mit dem der Kurznasen-Elefantenspitzmaus (Elephantulus brachyrhynchus), die allerdings Gebiete mit feuchterem Untergrund bevorzugt. In den trockeneren Gebieten Somalias wird die Rotbraune Elefantenspitzmaus durch die Somali-Elefantenspitzmaus ersetzt.

## Lebensweise

### Territorialverhalten
Die Rotbraune Elefantenspitzmaus ist zu allen Tageszeiten aktiv (polyzyklisch). In der Region um Kibwezi im südöstlichen Kenia konnten hauptsächliche Aktivitäten während der Morgen- und Abendstunden von 06:00 bis 09:00 Uhr und von 16:00 bis 19:00 Uhr festgestellt werden. Während der Mittagszeit war dagegen kaum Aktivität zu verzeichnen. Die Tiere sind bodenbewohnend und schnelle (cursoriale) Läufer, die sich vierfüßig rennend oder springend fortbewegen. Das Fluchtverhalten ist stark ausgeprägt und einzelne Individuen entfernen sich schon bei geringen Störungen mit weiten Sprüngen zum nächsten Versteck. Beim Laufen wird der Schwanz überwiegend horizontal zum Boden gehalten. Die Verstecke bestehen zumeist aus kleinen Vertiefungen unter Büschen und Sträuchern und dienen auch als Ruheplätze, eigene Erdbaue legt die Rotbraune Elefantenspitzmaus nicht an. Es wird angenommen, dass die Art etwa die Hälfte der Tageslichtzeit ruhend oder schlafend verbringt. In der Ruheposition liegen die Beine unter dem Körper, was bei Bedarf eine schnelle Flucht ermöglicht. Die Augen sind beim Schlafen selten geschlossen, einzelne Schlafperioden dauern nur zwei bis drei Minuten. Eine weitere Besonderheit ist das „Gesichtwaschen“ mit den Vorderpfoten, wobei ein Tier mit beiden Pfoten gleichzeitig über Nase, Gesicht und Vibrissen wischt. Weiteres Komfortverhalten umfasst Kratzen, Putzen und ausgiebiges Sandbaden in größeren Sandflächen. Die Körperpflege beansprucht aber lediglich maximal zwei Prozent der täglichen Aktivität.
Die einzelnen Tiere unterhalten Aktionsräume, deren Größe im südöstlichen Kenia zwischen 0,16 und 0,52 ha schwankt, durchschnittlich erreichen sie eine Größe von 0,34 ha. Die Grenzen und die Ausdehnung der Reviere sind instabil und variieren mit den vorherrschenden natürlichen Bedingungen sowie mit dem Auftauchen und Verschwinden benachbarter Individuen. Die Rotbraune Elefantenspitzmaus ist äußerst territorial und verteidigt die Grenzen der Streifgebiete gegen Eindringlinge, was aber überwiegend geschlechtsintern stattfindet. Die dabei durchgeführten Kämpfe erscheinen ritualisiert und beginnen mit einem Fußtrommeln, das in ein Umkreisen des Gegners übergeht, bei dem die Gliedmaßen stark durchgedrückt sind, so dass der Gang mechanisch wirkt. Daraufhin folgt ein schneller Angriff, wonach sich beide Tiere in ihre eigenen Reviere zurückziehen. In der Regel dauert ein Kampf maximal vier Minuten. Innerhalb der Aktionsräume bestehen verschiedene Aktivitätsplätze, die durch ein komplexes System aus Wegen miteinander verbunden sind. Die Wege und Pfade werden von der Rotbraunen Elefantenspitzmaus angelegt und gesäubert. Damit verbringt sie bis zu 40 % ihres täglichen Aktivitätsbudgets, bei Männchen beansprucht dies durchschnittlich doppelt so viel Zeit wie bei Weibchen. Die Tiere säubern die Pfade, indem sie mit schwingenden Bewegungen der Vorderbeine kleine Steinchen, Blätter oder Gräser beiseite räumen. Kleinere Zweige werden auch zerbissen. Das dichte Wegenetz führt dazu, dass ein Tier nur selten abseits der Pfade aufzufinden ist.
Die Rotbraune Elefantenspitzmaus bildet monogame Paare, die weitgehend ein Leben lang halten. Dabei kommt es häufig zur vollständigen Überlappung der Aktionsräume der gebundenen Tiere. Die Paarbindungen sind aber nicht sehr ausgeprägt, soziale Interaktionen der beiden Partner finden nur selten statt und beschränken sich in der Regel auf Nasenkontakte oder neutrale Toleranz. Intensive gemeinsame Aktionen erfolgen nur während der Fortpflanzungsphase. Bei gelegentlichen Begegnungen sind Weibchen häufig dominant gegenüber dem Männchen, was daran erkennbar ist, dass das Männchen dem Weibchen eher aus dem Weg geht als andersherum. Gelegentlich interessiert sich ein gebundenes Männchen für ein ungebundenes Weibchen und erweitert so seinen Aktionsradius. Es kehrt aber zumeist in sein eigenes Revier zurück, wenn das Territorium des ungebundenen Weibchens von einem ebenfalls freien Männchen besetzt wird. Insgesamt machen soziale Interaktionen sowohl mit dem Partner als auch mit fremden Artgenossen etwa 13 % des täglichen Zeitbudgets aus.
Die Kommunikation findet innerhalb der Art auf unterschiedlichen Wegen statt. Typisch ist das Absetzen von Duftmarken aus Drüsen, die sowohl im Brustbereich als auch an den Füßen ausgebildet sind. Markierungen mit Hilfe der Fußdrüsen werden teilweise von den Jungtieren auf den Rücken der Elterntiere gesetzt. Bedeutung haben auch die Abgabe von Kot und Urin, was häufig an der Grenze der Territorien passiert. Dabei wird vor allem der Kot zu Haufen aufgetürmt, die aus Hunderten von Kügelchen bestehen. Lautäußerungen sind dagegen nur wenige bekannt und beschränken sich auf ein lautes Kreischen bei Schmerzen und ein Quieken, das Jungtiere beim Saugen von sich geben. Wie andere Elefantenspitzmäuse auch erzeugt die Rotbraune Elefantenspitzmaus ein Fußtrommeln, das durch rhythmische Schläge mit den Hinterfüßen auf dem Untergrund entsteht. Das Fußtrommeln wird sowohl intra- als auch interspezifisch eingesetzt. Letzteres geschieht häufig bei der Anwesenheit von bodenlebenden Beutegreifern. Vermutet wird, dass das Trommeln einerseits Artgenossen warnen oder aufrufen soll, den Fressfeind zu vertreiben, andererseits um dem Beutegreifer anzuzeigen, dass er wahrgenommen wurde, und mitzuteilen, dass er weniger aufmerksame Beute suchen soll.

### Ernährung
Hauptsächlich ernährt sich die Rotbraune Elefantenspitzmaus von Insekten und zu einem geringen Anteil von Pflanzen. Etwa 13 bis 30 % des täglich verfügbaren Zeitbudgets verbringt sie mit der Nahrungsaufnahme, bei Weibchen ist der Anteil höher als bei Männchen. Häufig erfolgt die Nahrungsaufnahme in Verbindung mit der Wegepflege. Die Rotbraune Elefantenspitzmaus stöbert dabei unter pflanzlichen Abfall nach Beute, wozu sie die Nase einsetzt. Die Nahrung wird mit schnellen Bewegungen der äußerst langen Zunge aufgenommen. Die einzelnen Fressphasen sind sehr kurz und dauern zwischen wenigen Sekunden und fünf Minuten. Nur selten entfernt sich ein Tier dabei weiter als eins bis zwei Meter von den Pfaden.
Untersuchungen an Mageninhalten aus dem südöstlichen Kenia erbrachten einen überaus großen Anteil an  Termiten als Hauptbeute. Dieser lag im Durchschnitt bei mehr als 50 % und war in der Trockenzeit etwas höher als in der Regenzeit, wo das Nahrungsangebot vielfältiger ist. Da die Menge an Termiten höher ausfiel als sie in der natürlichen Lebensgemeinschaft tatsächlich vorkommen (etwa 20 % der bodenlebenden Insekten), kann die Rotbraune Elefantenspitzmaus als selektiver Insektenfresser angesehen werden. Zu den am häufigsten gefressenen Termiten gehörten die Erntetermiten Odontotermes und Macrotermes. Weitere gefressene Insekten umfassten Ameisen, etwa Vertreter der Knotenameise Pheidole, sowie Käfer, Grillen, Grashüpfer, Spinnen und Silberfischchen. Gelegentlich wurde beobachtet, wie ein Tier einen Skorpion erbeutete, der mit mehreren Bissen getötet werden muss. In der feuchten Jahreszeit erhöht sich auch der Anteil an pflanzlicher Nahrung, der aber 2 % nicht übersteigt. Von Bedeutung sind hier die Früchte der Pflanzengattung Premma aus der Gruppe der Eisenkrautgewächse, die während dieser Jahreszeit für zwei bis drei Wochen zur Verfügung stehen. Der Verzehr kann mitunter sehr geräuschvoll sein und hat zur Folge, dass der ursprünglich schwarze Kot der Tiere malvenfarbig wird. Bemerkenswert ist, dass Männchen häufiger Pflanzen fressen als Weibchen, was teilweise an der aggressiven Nahrungsverteidigung letzterer liegt. Ähnliche Ergebnisse erbrachten auch Untersuchungen aus dem Meru-Nationalpark im zentralen Kenia. Der Großteil der Nahrung machten hier ebenfalls Insekten aus, der 93 % in der Regenzeit und bis zu 99 % in der Trockenzeit erreichte. Auch hier nahm der Anteil an grünen Pflanzenmaterial und an Samen im Nahrungsspektrum während der feuchten Periode zu.
Die Körpertemperatur der Rotbraunen Elefantenspitzmaus liegt bei 34 bis 38 °C, während die Außentemperatur zwischen 10 und 35 °C schwankt. Sie ist deutlich thermolabiler als andere Arten der Elefantenspitzmäuse. Bei kühleren Umgebungstemperaturen nimmt sie ausgiebige Sonnenbäder zum Ausgleich des Thermohaushaltes, was häufig nach dem Einsetzen der Morgen- und vor Beginn der Abenddämmerung stattfindet. Das Eintreten eines Torpors wie bei einigen südafrikanischen Vertretern ist bei der Art nicht nachgewiesen.

### Fortpflanzung
Die Fortpflanzung der Rotbraunen Elefantenspitzmaus findet ganzjährig statt, die Anzahl der Geburten variiert aber mit den Jahreszeiten. Sie ist in der Regenzeit am höchsten, in der Trockenzeit dagegen am niedrigsten. Der Östrus setzt beim Weibchen alle 12 bis 19 Tage ein (durchschnittlich 13 Tage) und dauert etwa zwölf Stunden, der Sexualzyklus kann bei ungebundenen Tieren auch deutlich kürzer sein. Während des Östrus setzt das Weibchen deutlich mehr Duftstoffe über die Geschlechtsorgane ab. Die Paarungszeit ist die einzige Phase gemeinsamer Aktivitäten der Paare. Paarungsrituale schließen unter anderem Nasen-Rumpf-Kontakte und Tänze des Männchens um das Weibchen ein. In den meisten Fällen findet die Begattung an gut einsehbaren Plätzen statt. Die dadurch erhöhte Gefahr, von Beutegreifern gestellt zu werden, führte möglicherweise zu dem Umstand, dass der gesamte Sexualakt vom Treffen des Paares über die Kopulation bis zur Trennung teilweise weniger als zwei Minuten in Anspruch nimmt. Bei Individuen, die sich nicht kennen, ist die soziale Interaktion während der Paarung aber deutlich intensiver und dauert länger an. Die Tragzeit liegt bei 57 bis 65 Tagen, nach der eins bis zwei Jungtiere zur Welt kommen. Die Anzahl der Neugeborenen pro Wurf ist abhängig vom Gewicht des Muttertiers. Tiere unter 40 g Körpergewicht gebären zumeist ein Junges, bei schwereren Weibchen liegt die Anzahl der Nachkommen bei 1,5. Die Anzahl der Jungtiere je Wurf ist nicht an die Jahreszeit gebunden, kann sich aber mit dem zunehmenden Alter des Weibchens erhöhen. Da Muttertiere kurz nach der Geburt wieder empfangsbereit sind, beträgt der Abstand zwischen zwei Geburten etwa 55 bis 65 Tage, der Durchschnitt liegt etwa bei 61 bis 62 Tagen. Ausgehend von einer durchschnittlichen Wurfgröße von 1,3 pro Weibchen, kann dieses jährlich 8,3 Jungtiere gebären.
Die Neugeborenen wiegen etwa 9 bis 13 g. Sie sind weit entwickelt und vollständig lauffähig. Sie verbringen die ersten zwei Tage zumeist bewegungslos in einem etwas exponierten Unterschlupf unter einem Busch, das aber kein spezielles Nest enthält. Das Muttertier hält sich anfänglich in der Nähe auf. Sie besucht den Nachwuchs zur Abenddämmerung zum Säugen, was nur 10 bis 20 Sekunden in Anspruch nimmt. Eine väterliche Betreuung des Nachwuchses findet nicht statt, manchmal vertreibt das Männchen aber Fressfeinde aus der Nähe des Verstecks der Jungtiere. Täglich nehmen die Jungen etwa 1 g an Körpergewicht zu. Nach wenigen Tagen verlassen sie ihren Unterschlupf während der Dämmerung, in der Folgezeit erweitern sie sukzessive ihren Aktionsradius und ihre Aktionszeit. Mit etwa 20 Tagen haben sich die Jungtiere an den Rhythmus der Eltern angepasst und nutzen deren Revier auch vollständig. Die Entwöhnung erfolgt mit 25 bis 30 Tagen. Die Elterntiere vertreiben dann, spätestens aber mit der Geburt des neuen Nachwuchses, aktiv die Jungen aus ihrem Territorium. Diese wandern dann herum und suchen sich einen eigenen Aktionsraum. Die Überlebensrate für die ersten 100 Lebenstage beträgt etwa 40 %. Dabei sterben besonders viele Jungtiere kurz nach der Geburt und nach der Vertreibung durch die Eltern. In freier Wildbahn erreichten einzelne Individuen ein Höchstalter von wenigstens einem Jahr und sieben Monaten. Das älteste Tier in menschlicher Obhut wurde sieben Jahre und elf Monate alt.

### Fressfeinde und Interaktionen mit Konkurrenten
Nachgewiesene Fressfeinde der Rotbraunen Elefantenspitzmaus sind die Gepunktete Sandrennnatter und die Schleiereule. Überwiegend sind die Tiere durch ihre Fellfärbung und Gesichtszeichnung gut getarnt, auch hilft ihnen ihre schnelle Fluchtreaktion mögliche Gefahren abzuwenden. Gelegentlich kommt es zur Nahrungskonkurrenz mit dem Somalibindensänger, dem Ohrfleck-Bartvogel oder dem Trauerwürger, hauptsächlich an den Bauen der Erntetermiten, die von der Rotbraunen Elefantenspitzmaus häufig aggressiv verteidigt werden. Es wird auch teilweise angenommen, dass das Vorkommen der Percival-Stachelmaus in einem bestimmten Gebiet das Fehlen der Elefantenspitzmausart dort bedingt.

### Parasiten
Zu den äußeren Parasiten gehören verschiedene Arten von Rhipicephalus, einer Gattung der Zecken, und Tierläuse wie Neolinognathus. Des Weiteren sind Stechmücken und Flöhe beobachtet worden. Als innere Parasiten sind unter anderem die Einzeller Plasmodium und Eimeria nachgewiesen. Ersterer gilt als Erreger der Malaria, der genaue Übertragungsweg ist bisher nicht bekannt, ebenso wie in Experimenten keine Übertragung von der Rotbraunen Elefantenspitzmaus auf andere Säugetiere ermittelt werden konnte.

## Systematik
Die Rotbraune Elefantenspitzmaus ist eine eigenständige Art aus der Gattung Galegeeska, die aus insgesamt zwei Arten besteht. Die Gattung gehört zur Ordnung der Rüsselspringer (Macroscelidea), die eine nur in Afrika endemisch vorkommende Gruppe kleiner Tiere repräsentiert. Diese besteht heute aus zwei Familien. Die erste wird durch die Rhynchocyonidae gestellt, welche nur die Rüsselhündchen (Rhynchocyon) enthalten und somit monotypische sind. Sie bewohnen überwiegend dicht bewaldete Habitate und stellen die größten Angehörigen der Rüsselspringer dar. Der zweiten Familie, den Macroscelidinae, wiederum gehören die Elefantenspitzmäuse (Elephantulus), aber auch die Rüsselratte (Petrodromus), die Nordafrikanische Elefantenspitzmaus (Petrosaltator) sowie die Arten der Gattungen Galegeeska und Macroscelides an. Alle Vertreter dieser Gruppe sind an zumeist trockenere und offenere Landschaften angepasst. Sie treten dadurch sowohl in Savannen als auch in wüstenartigen Regionen auf. Mit Hilfe molekulargenetische Analysen wurde ermittelt, dass sich die beiden Familien bereits im Unteren Oligozän vor etwa 32,8 Millionen Jahren voneinander abtrennten. Mit Beginn des Oberen Oligozän vor rund 28,5 Millionen Jahren kam es innerhalb der Macroscelididae zu einer stärkeren Aufsplitterung.

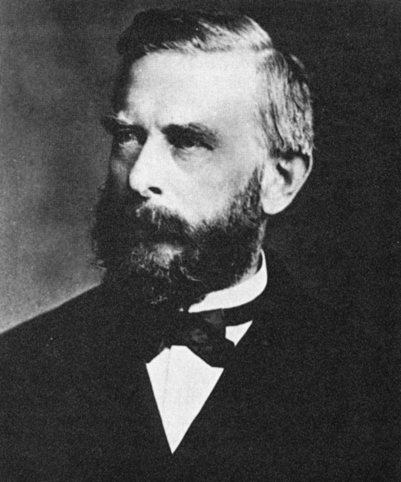
Wilhelm Peters

Umfangreiche molekulargenetischen Untersuchungen aus dem Jahr 2011 ergaben, dass die Elefantenspitzmäuse eine paraphyletische Gruppe bilden, da Petrosaltator, Petrodromus und Macroscelides tief in die Gattung Elephantulus eingebettet waren. Allerdings befürworteten die genetischen Untersuchungen auch eine enge Verwandtschaftsgruppe einiger überwiegend süd- und ostafrikanisch verbreiteter Arten. Demnach bildete die Kurznasen-Elefantenspitzmaus (Elephantulus brachyrhynchus) den nächsten Verwandten der Rotbraunen Elefantenspitzmaus. Es wurde angenommen, dass der Ursprung dieser großen Artengemeinschaft im östlichen Afrika lag. Eine Phase zunehmender Aridisierung des Kontinentes zu Beginn des Oberen Miozäns vor rund 11,5 Millionen Jahren führte dann zur Abwanderung eines Teils dieser frühen Vertreter der Elefantenspitzmäuse in Richtung Süden und Südwesten und somit zu den heutigen Verbreitungsgebieten. Zu einer weiteren Aufspaltung der Elefantenspitzmäuse kam es dann im Zuge einer erneuten Austrocknung der Landschaften des südlichen Afrikas im Übergang vom Oberen Miozän zum Pliozän vor rund 6 Millionen Jahren.
Bemerkenswert war nach diesen Studien jedoch, dass sich die molekulargenetisch ermittelte nahe Verwandtschaft der Rotbraunen und der Kurznasen-Elefantenspitzmaus nicht morphologisch begründen ließ, da hier aufgrund des behaarten Nasenspiegels, der ähnlichen Gesichtszeichnung und des nur einfarbigen Schwanzes eine nähere Beziehung zur Somali-Elefantenspitzmaus vermutet wurde. Untersuchungen der Schädelanatomie sprachen sowohl für eine Beziehung zur Kurznasen- wie zur Somali-Elefantenspitzmaus. Weitere genetische Untersuchungen an mehreren Individuen der Rotbraunen Elefantenspitzmaus aus verschiedenen Bereichen des Verbreitungsgebietes im Jahr 2021 ergaben dann aber eine engere Bindung der Rotbraunen Elefantenspitzmaus an die Somali-Elefantenspitzmaus. Erstere wurde daher in die Gattung Galegeeska verschoben, die im Jahr zuvor für letztere etabliert worden war. Beide Arten trennten sich möglicherweise erst im Unteren Pleistozän vor rund 1,7 Millionen Jahren voneinander. Das Ergebnis der Untersuchung steht im Kontrast zu den vorangegangenen genetischen Analysen. Diese berücksichtigten jeweils nur ein einzelnes Individuum, das möglicherweise falsch identifiziert worden war.
In einer Revision der Rüsselspringer im Jahr 1968 konnte keine stärkere Differenzierung der Rotbraunen Elefantenspitzmaus ausgemacht werden. Erst sechs Jahre später wurden sechs provisorische Unterarten festgelegt:
- G. r. boranus Thomas, 1901; südliches Äthiopien
- G. r. dundasi Dollman, 1910; nördliches Kenia, Uganda, Sudan
- G. r. peasei Thomas, 1901; östliches Äthiopien
- G. r. pulcher Thomas, 1894; nördliches Tansania
- G. r. rufescens Peters, 1878; südöstliches Kenia
- G. r. somalicus Thomas, 1901; nördliches Somalia

Die Unterarten basieren zumeist auf variierende Fellfarben, diese werden in der Regel als klinal angesehen, außerdem bestehen zahlreiche Übergangsformen. Lediglich Individuen aus Äthiopien sind durchschnittlich etwas größer. Innerhalb einzelner Populationen bestehen nur wenige anatomische Unterschiede in Form von überzähligen Zähnen oder zusätzlichen Höckerchen auf den Backenzähnen. Generell gilt die Variabilität innerhalb der Art als eher gering. Allerdings ergaben die genetischen Untersuchungen aus dem Jahr 2021 eine stärkere Differenzierung von Individuen aus dem nördlichen und südlichen Verbreitungsgebiet. Beide Gruppen unterscheiden sich unter anderem in der Morphologie des Penis. Fossilfunde der Rotbraunen Elefantenspitzmaus sind nicht bekannt.
Die wissenschaftliche Erstbeschreibung der Rotbraunen Elefantenspitzmaus wurde von Wilhelm Peters im Jahr 1878 unter der Artbezeichnung Macroscelides rufescens vorgelegt. Er führte sie anhand eines 25 cm langen Individuums aus Ndi im Distrikt Taita im südöstlichen Kenia durch. Das Gebiet gilt auch als Typusregion der Art. Das Exemplar der Erstbeschreibung stammte vom deutschen Forschungsreisenden Johann Maria Hildebrandt, der es zusammen mit zahlreichen anderen Funden von seiner Reise nach Ostafrika Mitte der 1870er Jahre mitgebracht hatte.

## Bedrohung und Schutz
Derzeit bestehen keine größeren Bedrohungen für den Bestand der Rotbraunen Elefantenspitzmaus. Die Art ist weit verbreitet und teilweise relativ häufig. Zudem bewohnt sie eher trockene Landschaften, die für eine menschliche Besiedlung weniger attraktiv sind. Jedoch kann es in Flussgebieten durch landwirtschaftliche Nutzung zu Beeinträchtigungen kommen, ebenso wie lokal durch Weidetiere. Die regional variierende Populationsdichte der Rotbraunen Elefantenspitzmaus wird auf den Einfluss des trockenen Klimas und damit auf natürliche Schwankungen zurückgeführt. Die IUCN führt die Art deshalb als „nicht gefährdet“ (least concern). Sie ist in mehreren geschützten Gebieten vertreten.
Die Rotbraune Elefantenspitzmaus wird häufig in zoologischen Einrichtungen gehalten. Eine der erfolgreichsten Zuchten bestand in den 1970er und 1980er Jahren im Smithsonian National Zoological Park von Washington, D.C., aus deren Gründerpopulation zahlreiche weitere in anderen nordamerikanischen Institutionen hervorgingen. Die Gruppe in Washington wurde auch zu zahlreichen wissenschaftlichen Untersuchungen zur Lebens- und Verhaltensweise der Art herangezogen, sie ging aber Ende der 1980er Jahre ein. In Europa gibt es heute sieben Halter, fünf davon befinden sich in Deutschland, die bedeutendste beherbergt der Kölner Zoo. Die Gruppe dort wurde im Jahr 2008 mit Wildfängen aus Tansania gegründet und umfasste anfangs drei Paare. Großteile der europäischen Population gehen auf Kölner Nachzuchten zurück.